# Igor Anatoljewitsch Batalin
 Igor Anatoljewitsch Batalin (russisch Игорь Анатольевич Баталин; * 1945) ist ein russischer theoretischer Physiker, der sich mit Quantenfeldtheorie befasst.
Er ist habilitiert (russischer Doktortitel) und leitender Wissenschaftler in der Theorie-Abteilung des Lebedew-Instituts in Moskau.
1995 erhielt er mit Grigori Alexandrowitsch Wilkowyski (Vilkovisky) den Tamm-Preis für ihre Entwicklung eines allgemeinen Formalismus für die Quantisierung von Eichfeldtheorien (Batalin-Vilkovisky-Formalismus oder BV-Formalismus, manchmal auch zusätzlich nach Jefim Samoilowitsch Fradkin BFV). Danach sind auch Batalin-Vilkovisky-Algebren benannt.

## Schriften
- mit G. A. Vilkovisky: Gauge Algebra and Quantization, Phys. Lett. B., Band 102, 1981, S. 27–31
- mit G. A. Vilkovisky: Quantization of Gauge Theories with Linearly Dependent Generators, Physical Review D, Band 28, 1983, S. 2567–2582.